# Dermite des chaufferettes

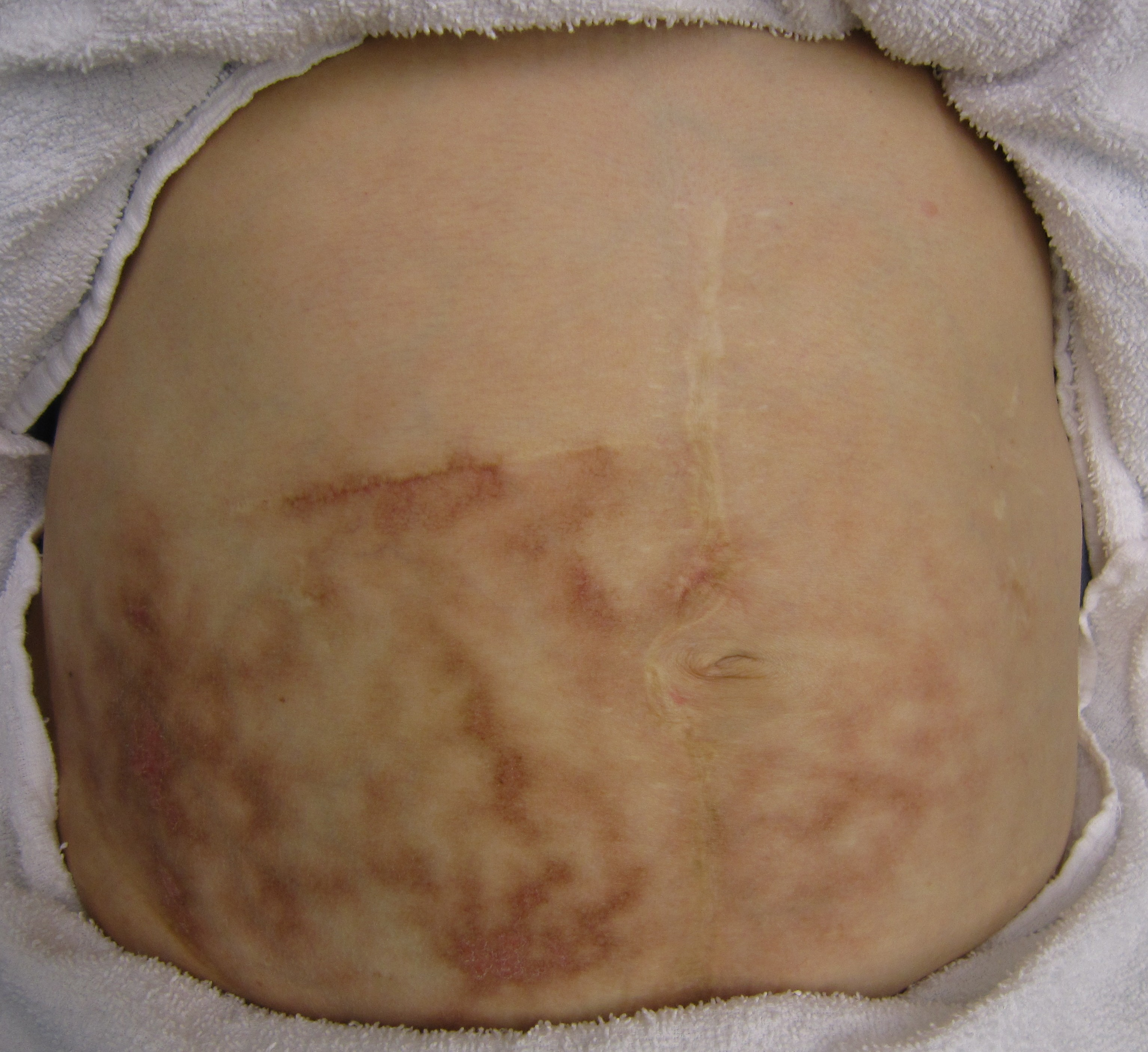
Abdomen présentant une dermite des chaufferettes

La dermite des chaufferettes (ou encore dermite a calore ou erythema ab igne) est un aspect que peut prendre la peau lors d'une exposition prolongée ou répétée à une source de chaleur, sans qu'il y ait une lésion de brûlure.

## Historique
Les lésions ont été décrites au début du XXe siècle.

## Mécanisme
Il semble être dû à une lésion vasculaire, avec dépôts d'hémosidérine dans la peau.

## Description
Il se présente sous forme d'une hyperpigmentation de la peau, ne disparaissant pas à la pression et de forme réticulaire. La source de chaleur est variable, pouvant être par exemple un ordinateur portable sur les cuisses.

## Traitement
Il consiste essentiellement en l'évitement de la source de chaleur.

## Évolution
L'atteinte est bénigne, même s'il a été décrit quelques cancers de la peau. Les lésions s'estompent en quelques semaines ou années. Dans les cas sévères, une crème au 5 fluorouracile peut être proposée.